# Cubagua
Cubagua – wyspa w grupie Wysp Zawietrznych, w archipelagu Małych Antyli na Morzu Karaibskim, należąca do Wenezueli, wraz z wyspami Coche i Margarita wchodzi w skład stanu Nueva Esparta.

## Geografia
Wyspa ma powierzchnię 24 km², jedyni stali mieszkańcy to kilku miejscowych rybaków. Stanowi cel jedno-, rzadziej kilkudniowych wycieczek z ośrodków turystycznych na Margaricie i Coche. Otaczające ją rafy koralowe są dobrym miejscem do nurkowania. Za najlepsze miejsce do tego celu uważa się zatokę Charatago Bay po północnej stronie wyspy.

## Historia
Cubagua była miejscem najwcześniejszego osadnictwa europejskiego w całej Ameryce Południowej. W 1493 założono tu osadę poławiaczy pereł, Nueva Cadiz. Miasteczko uległo zniszczeniu w wyniku zalania przez fale sztormowe w 1541 roku i zostało opuszczone dwa lata później. Jego ruiny rząd Wenezueli ogłosił w 1979 roku pomnikiem narodowym.